# Scincella melanosticta
Scincella melanosticta är en ödleart som beskrevs av  George Albert Boulenger 1887. Scincella melanosticta ingår i släktet Scincella och familjen skinkar.

## Underarter
Arten delas in i följande underarter:
- S. m. kohtaoensis
- S. m. melanosticta